# Пила (река)
Пила или Горелаја (рус. Пила, Горелая) малена је река која протиче јужним делом Кољског полуострва на подручју Мурманске области Русије. Протиче преко територије Терског рејона.
Свој ток започиње као отока маленог језера Кумжозеро, на надморској висини од 47 метара. Протиче преко подручја обраслог густим шумама, местимично преко нижег и мочварнијег земљишта. У кориту се налазе бројни брзаци и каскаде. Најважнија притока је река Шомба.
Укупна дужина водотока је свега 12 km, док је површина сливног подручја око 313 km². Просечна брзина тока је од 0,2 до 0,3 м/с. Свој ток завршава на северној обали Кандалакшког залива Белог мора.
На њеним обалама нема насељених места.